# Polygrammodes semirufa
Polygrammodes semirufa là một loài bướm đêm trong họ Crambidae.